# Carta Autonómica de Cuba

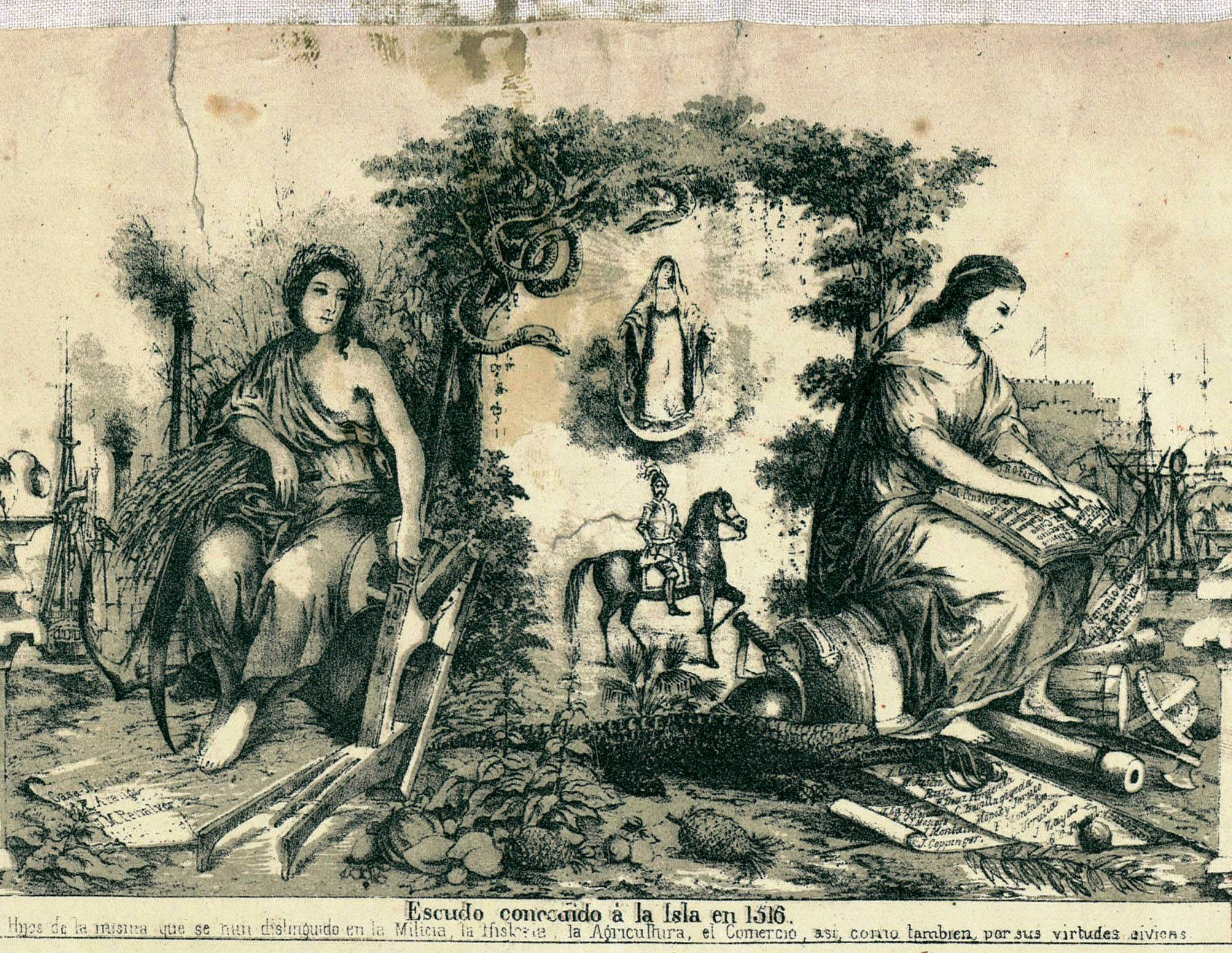
Escudo primado de Cuba, concedido por el cardenal Cisneros en 1516.

La Carta Autonómica de Cuba (1897) fue, junto con la Carta Autonómica de Puerto Rico (1897), el primer Estatuto de Autonomía concedido en España a uno de sus territorios ultramarinos, concretamente a la Capitanía General de la Siempre Fiel Isla de Cuba. Autorizaba la formación de un gobierno de carácter autonómico.
Fue otorgada, siendo presidente del Consejo de Ministros el liberal Práxedes Mateo Sagasta (1897-99), mediante real decreto suscrito el 25 de noviembre de 1897 por la reina regente María Cristina de Habsburgo en nombre de su hijo, Alfonso XIII. Fue hecho público en la Gaceta de Madrid el 28 de noviembre de aquel año, y en la Gaceta de La Habana el 19 de diciembre. Su principal instigador y redactor fue el político liberal Segismundo Moret.
Su promulgación vino acompañada de establecimiento el sufragio universal masculino en todas las provincias de Ultramar.

## Contenido de la Carta Autonómica
La Carta constaba de 70 artículos divididos en 9 títulos, más 4 artículos adicionales y 2 transitorios.
Se establecía un Parlamento Insular, dividido en una Cámara de Representantes (65 miembros electos cada 5 años; 1 por cada 25 000 habitantes) y un Consejo de Administración (18 electos por mitades cada 5 años y 17 de designación vitalicia) con competencia para regular sus presupuestos de ingresos y gastos y todos los asuntos locales de la Isla, así como potestad en materia de Gracia y Justicia, Gobernación, Hacienda y Fomento. 
Mientras, las Cortes y el ejecutivo españoles se reservaban los relativos a Estado, Marina y Guerra. Su representante sería un gobernador general, elegido por el rey a propuesta de las Cortes, que ejercerá en nombre de la Metrópoli la Autoridad Suprema. La facultad de legislar correspondería a las Cámaras insulares con el gobernador general. El gobierno isleño o Despacho estaría presidido por un secretario designado por el gobernador, y conformado por cinco secretarías, responsables ante el Parlamento, las de Gracia y Justicia; de Hacienda; de Instrucción Pública; de Obras Públicas y Comunicaciones; y de Agricultura, Industria y Comercio.
Además, se mantendrían las diputaciones provinciales de Cuba (Pinar del Río, La Habana, Matanzas, Santa Clara, Puerto Príncipe y Santiago de Cuba) y los municipios, y la isla seguiría eligiendo 30 diputados y 16 senadores en las Cortes Españolas.
Las cartas de Cuba y Puerto Rico eran los documentos de autogobierno más avanzados, superando las demandas del Partido Autonomista, pudiendo equipararse por completo a la autonomía establecida por el Reino Unido en Canadá en 1867.

## Desarrollo y final del autogobierno

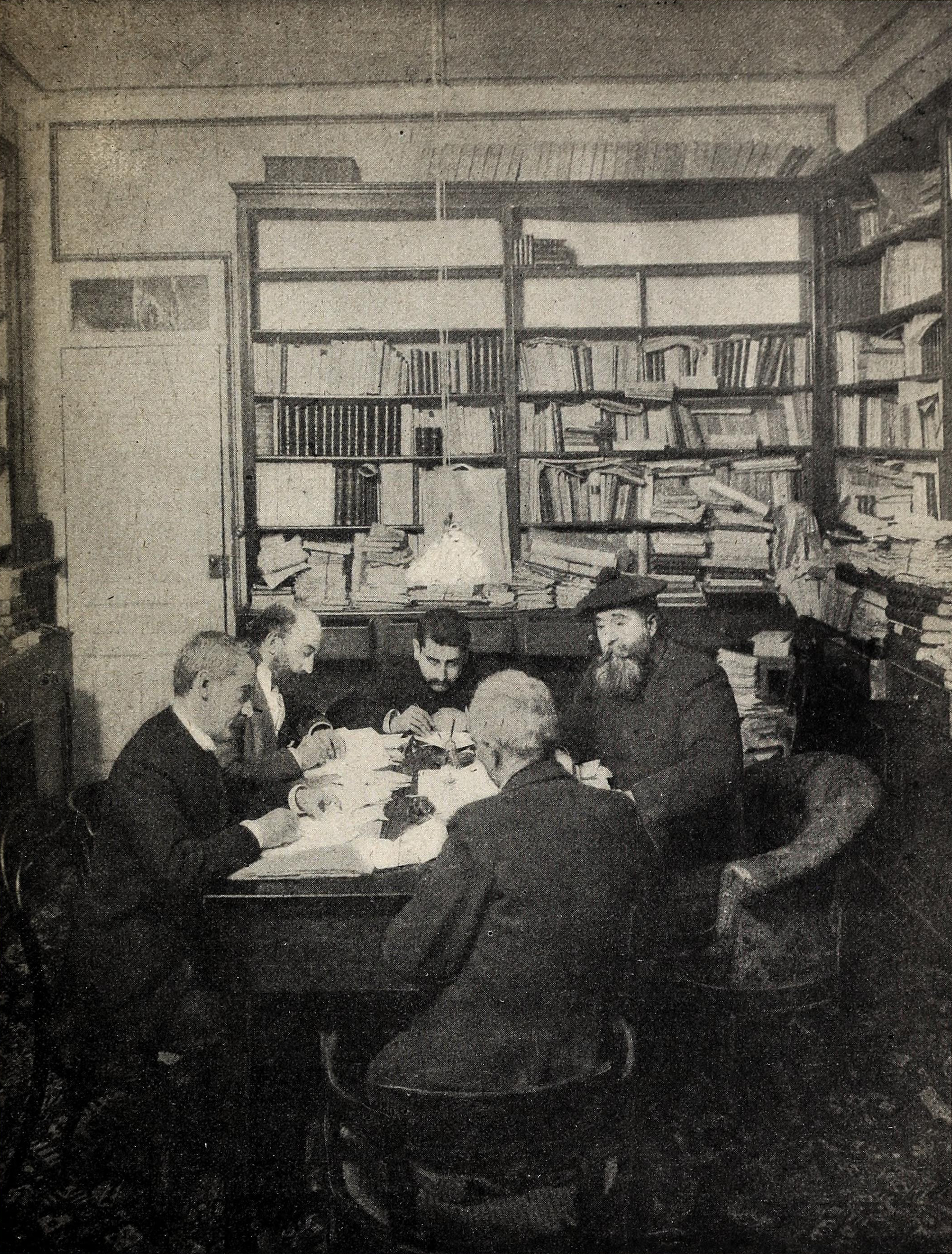
Segismundo Moret en su casa dictando a los taquígrafos la Constitución autónomica (noviembre de 1897)

El régimen autonómico entró en vigor el 1 de enero de 1898, jurando el nuevo gobierno insular ante el gobernador, Ramón Blanco. Su presidente era José María Gálvez Alonso, líder de los autonomistas cubanos; el abogado Antonio Govín se encargaba de Gracia y Justicia; el marqués de Montoro, Rafael Montoro, de Hacienda; el doctor Patricio Zayas, de Instrucción Pública; el doctor Eduardo Dolz, de Obras Públicas y Comunicaciones; y el comerciante Laureano Rodríguez, de Agricultura, Comercio e Industria.
La autonomía cubana provocó un amplio debate en la prensa española, siendo celebrada por los liberales progubernamentales y aceptada por los conservadores, si favorecía el fin de la violencia en la isla. En la isla fue recibido con hostilidad tanto por los independentistas como por los más intransigentes, que añoraban el gobierno de Valeriano Weyler, cuyas algaradas fueron manipuladas por la prensa amarilla estadounidense para menospreciar el nuevo régimen autonómico.
Dos meses después del turbio incidente del hundimiento del USS Maine (15 de febrero), entre el 24 y el 28 de abril de 1898 tuvieron lugar los comicios para constituir el Parlamento Insular, ganados por el autonomismo moderado, con un 80 % de los votos, y una participación del 48 % del censo.
Sin embargo, la Guerra hispano-estadounidense impidió el pleno desarrollo del autogobierno. El 3 de agosto se suspendieron las cámaras insulares, disueltas definitivamente el 28 de octubre. Por el Tratado de París del 10 de diciembre de 1898, el gobierno de España renunció a su soberanía sobre Cuba, sin que las instituciones isleñas fueran consultadas. Lo que dio paso a su ocupación por los Estados Unidos hasta 1902.